# Воедило, Иван Филиппович
Иван Филиппович Воедило (1895 — 1975) — советский лётчик военной и гражданской авиации.

## Биография
Родился в 1895 году в Чернигове в семье дворянина, инженера Филиппа Дмитриевича Воедило.

### В РИА
Окончил Киевское военное училище, произведен в прапорщики армейской пехоты. Дополнением к Высочайшему Приказу 01.06.1915.
Высочайшим Приказом 26.04.1916 - Числящийся по армейской пехоте прапорщик Воедило - зачислен в 15-ю полевую воздухоплавательную роту.
В звании прапорщика И. Воедило прикомандирован к запасному авиационному батальону и с 10 октября 1915 года прошёл обучение на кратких теоретических авиационных курсах при Петроградском политехническом институте (РГВИА ф. 352, оп. 2, д. 53, л. 206).
Высочайшим Приказом 14.08.1916 - Произведён из прапорщиков в подпоручики на осн. ПВВ 1914 г. № 689 - 15-й полевой воздухоплавательной роты – с 01.02.1915.

### В РККА
Был участником Гражданской войны в России. Служил красвоенлётом 13-го Казанского авиаотряда 4-й армии и авиагруппы Южного фронта.
Иван Воедило был пилотом самолёта Fokker F.III русско-германского общества воздушных сообщений «Дерулюфт», на котором 1 мая (по другим данным 3 мая) 1922 года состоялся первый зарубежный рейс гражданской авиации Советской России по маршруту Москва-Кёнигсберг с посадкой в Смоленске, Полоцке и Ковно (ныне Каунас). Интересно, что  в числе первых пассажиров этого воздушного направления были Сергей Есенин и Айседора Дункан, совершившие перелёт 10 мая 1922 года. В мае 1926 года эта линия была продлена до Берлина.

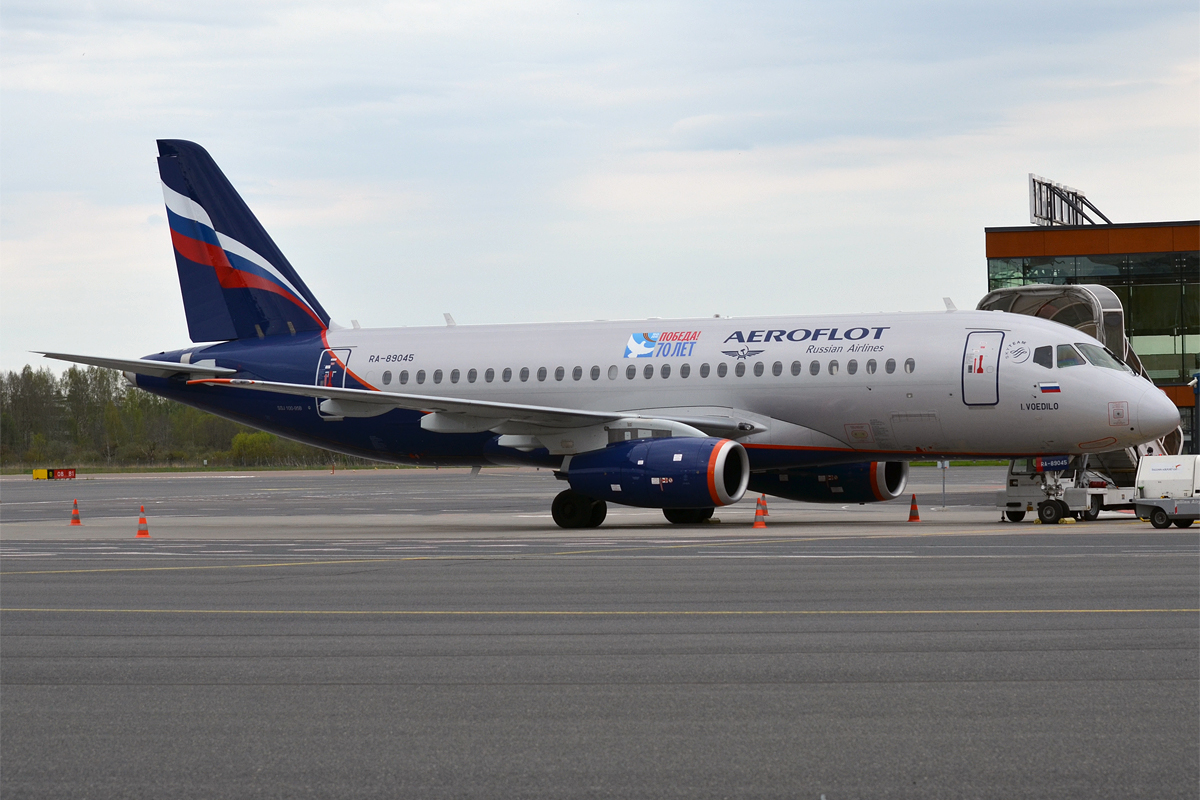
Суперджет 100 RA-89045

Умер в 1975 году в Москве. Похоронен на 4-м участке Новодевичьего кладбища рядом с женой — Воедило Надеждой Евгеньевной (урождённой Грушецкой, 1901—1967).

## Память
Имя Ивана Воедило присвоено самолёту «Аэрофлота» Sukhoi Superjet 100 с номером RA-89045.

## Награды
- Награждён двумя орденами Красного Знамени (10.02.1921, 21.12.1921)[5], а также медалями[6].